# Fort Humboldt
Fort Humboldt var et fort, som lå ved Humboldt Bay nær Eureka i det nordlige Californien. Fortet blev grundlagt den 30. januar 1853 af Kaptajn Robert C. Buchanan fra det 4. infanteriregiment. Fortet lå på en lav bakke med udsigt over Humboldt Bay.
Formålet med fortet var at yde beskyttelse for nybyggerne i området (der er på 50.000 km2) mod fjendtlige indianere. Samtidig var det forsyningscenter for andre militærposter i det nordlige Californien. Ulysses S. Grant gjorde tjeneste her i 5 måneder i 1854, hvorefter han udtrådte af hæren.
Området var fuldt af ufremkommelige skove og bjerge. Det var derfor meget vanskeligt at opspore og indfange krigeriske indianere. Ikke desto mindre blev der en overgang holdt 300 indianere fanget på fortet.
Under Den amerikanske borgerkrig var fortet hovedkvarter for Humboldt militærdistriktet. Efter krigen blev var behovet for et fort på dette sted blevet mindre, og fortet blev opgivet i 1866.
I 1870 blev det militære område overdraget til indenrigsministeriet (Department of Interior) – som bl.a. er ansvarlig for forhold vedrørende indfødte folkeslag.
I dag rummer fortets hospital et museum med indianske og militære genstande, dokumenter og fotografier.

## Eksterne links
- Fort Humboldt State Historic Park official website Arkiveret 18. oktober 2007 hos  Wayback Machine
- Historic California Posts: Fort Humboldt Arkiveret 11. oktober 2007 hos  Wayback Machine

40°46′36″N 124°11′15″V / 40.7766667°N 124.1875°V